# L'Ermite

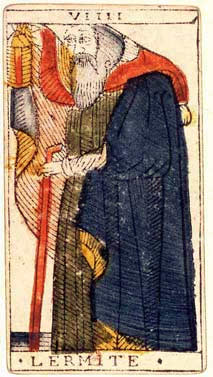
Le numéro 9, l'Ermite, du jeu de Jean Dodal (début XVIIIe siècle)

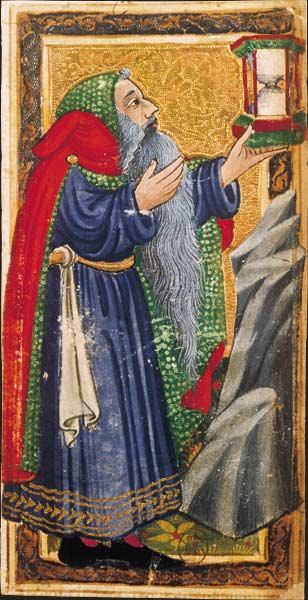
L'Ermite, tarot dit de Charles VI (XVe siècle)

 (mai 2021).
Si vous disposez d'ouvrages ou d'articles de référence ou si vous connaissez des sites web de qualité traitant du thème abordé ici, merci de compléter l'article en donnant les références utiles à sa vérifiabilité et en les liant à la section « Notes et références ».
Pour les articles homonymes, voir ermite (homonymie).
L'Ermite est la neuvième carte du tarot de Marseille.

## Description et symbolisme
C'est le jeu de Nicolas Conver qui introduit la variante orthographique Hermite dans les cartes. Les Tarots dérivés du Tarot de Nicolas Conver, à commencer par celui de Paul Marteau, reprennent ensuite cette orthographe.
A noter qu’en italien (langue d’origine du tarot, puisqu’il est né en Italie), l’Ermite n’est jamais appelé ainsi, mais « il Vecchio » (le vieillard), « il Gobbo » (le bossu) ou « il Tempo » (le Temps). C'est clairement une allégorie du Temps.
L'Ermite ne montre le chemin de sa lanterne qu'à ceux qui sont sous sa cape. Il ne diffuse son savoir que de manière discrète.
Il peut aussi rappeler la vie de Diogène, philosophe grec qui parcourait de jour les rues d'Athènes armé d'une lanterne en répétant : « je cherche un homme ». Sous-entendu : qui soit digne de l'être.
Dans la théorie établissant un lien entre le Tarot et la Kabbale, la carte est attribuée de la lettre Teth (ט). Elle symbolise le changement d'état, c'est la seule lettre ouverte vers le haut. Teth exprime la sûreté et le refuge, l'introspection et la quête spirituelle
.

## Interprétation divinatoire
Il est celui qui amène la lumière dans les ténèbres, par là il est celui qui est capable de trier et de démêler sans effort l'inextricable, et l'inexprimable. Là où se trouve de la complexité, le porteur de lumière, l'Ermite vient éclairer le requérant sur une facette du problème que celui-ci n'avait pas pris en compte. 
Il symbolise un peu Lucifer, dont le nom signifie "porteur de lumière", c’est-à-dire qu'il est la connaissance juste des choses du monde-tel-qu'il-est. À l'inverse du pape qui est maître de métaphysique du monde-au-delà de la nature (physis). 
C'est une lame qui doit éclairer le requérant, mais gare à sa lumière. Celle-ci par sa vérité brûlera sans doute autant les yeux de celui-ci, que la lame précédente la justice peut-être implacable dans ses jugements. Dans tous les cas, l'Ermite dit la vérité, mais celle-ci peut être encore cachée.